# Waldlehrpfad Lehmkuhle
Der Waldlehrpfad Lehmkuhle bei Wildeshausen liegt im Süden des niedersächsischen Landkreises Oldenburg.

## Geographie
Der Lehrpfad gehört zum Naturpark Wildeshauser Geest. Er grenzt an das Arboretum Wildeshausen an und ist durch den Wanderweg Nr. 3 von der Wildeshauser Innenstadt gut zu Fuß oder mit dem Fahrrad zu erreichen.

## Entstehung und Erweiterung
Der Lehmkuhlenwald in einer Fläche von 30 Hektar beherbergt eine Vielzahl von unterschiedlichen Baum- und Wildkräuterarten. Bis zu Beginn des 20. Jahrhunderts wurden hier Lehm und Mergel abgebaut, zwei Bodenarten, die in der Verarbeitung von großer Bedeutung waren: Lehm als Baumaterial der Häuser und Mergel zur Ackerdüngung. Heute ist die Lehmkuhle Naherholungsgebiet. In ihr ist 1978 durch die Wildeshauser Naturfreunde mit Unterstützung des Staatlichen Forstamtes Ahlhorn und der örtlichen Jägerschaft ein Waldlehrpfad angelegt worden.

## Aufbau des Lehrpfads
Der Lehrpfad liegt in einem Waldstück und kann bei jeder Witterung gut begangen oder mit dem Fahrrad befahren werden. Hinweistafeln erklären dem Besucher die einzelnen Baumarten und ihren Lebensraum. Von einem Hochsitz am Waldrand sind die angrenzenden Wiesen und Felder gut einsehbar. Der Pfad hat eine Länge von circa zwei Kilometern.